# Balysh Ovezov
Balysh Ovezovich Ovezov (em russo:  Овезов, Балыш Овезович), (29 de setembro de 1915 — 1º de outubro de 1975) foi um político turquemeno que serviu como primeiro secretário do Partido Comunista da República Socialista Soviética do Turquemenistão de 1960 a 1969, e como primeiro-ministro em duas ocasiões, de 1951 a 1958 e de 1959 a 1960.

## Biografia
Ovezov nasceu em uma vila no Oblast da Transcáspia, atual Turquemenistão, então parte do Império Russo. Órfão precocemente, formou-se na Escola Superior do Comitê Central do Partido Comunista.
Ele primeiro trabalhou como professor, e assumiu a responsabilidade pelo Komsomol no Turquemenistão. Gradualmente, ele assumiu maiores papéis dentro do Partido Comunista, antes de ser nomeado Primeiro Secretário.
Ele sucedeu Dzhuma Karayev como Primeiro Secretário do Partido Comunista do Turcomenistão, começando seu mandato em 1960 e permanecendo no cargo até 1969, quando Muhammetnazar Gapurow se tornou Primeiro Secretário. Ele recebeu a Ordem de Lênin, em 1975.
Ovezov morreu em Asgabade em 13 de outubro de 1975.